# Duomo di Tortona
Il duomo di Tortona, dedicato alla Vergine Maria Assunta e a san Lorenzo martire, è la cattedrale della diocesi di Tortona. Dal 1940 è monumento nazionale.

## Storia antica
Ad inizio del '500 gli spagnoli tramutarono il castello di Tortona in fortezza, così l'antica cattedrale ed il grandioso palazzo vescovile costruite sulla sommità del colle Savo dovettero essere cedute dalla diocesi. Si dovette così iniziare la costruzione di una nuova cattedrale; la scelta del luogo cadde sulla chiesa di San Quirino poiché, data la sua collocazione, con lo sviluppo della città verso ponente la cattedrale si sarebbe trovata in posizione centrale.
La posa della prima pietra avvenne nel 1574 ed i lavori terminarono nel 1592. Fu consacrata (a metà costruzione) nel 1583 dal vescovo Cesare Gambara alla presenza della Signora di Tortona Cristina di Danimarca. Il 1º ottobre 1891 il chierico Luigi Orione fu nominato custode della cattedrale; con quest'incarico poté mantenersi agli studi in seminario.

## Architettura e storia

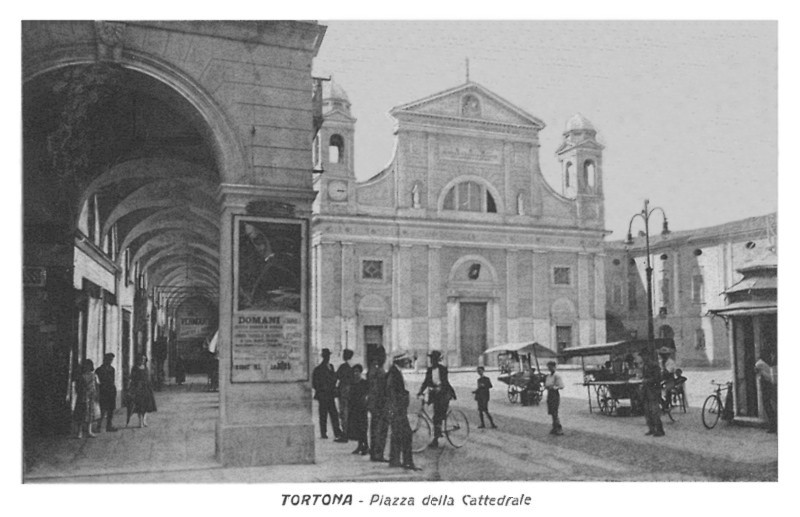
Duomo di Tortona (cartolina dagli anni 1890)

L'architettura della cattedrale rispetta i dettami della controriforma, fatta salva l'assenza del transetto, giustifica dalla mancanza di spazio in quanto la chiesa si veniva a trovare stretta tra due strade ed addossata alle mura cittadine. La facciata originaria era in mattoni a vista divisi in due ordini, quello superiore terminava con una semplice tabernazione lineare(priva di frontone) e due piccoli campanili laterali coperti da una copertura piramidale a coppi.
Nella prima metà del seicento i lavori cessarono sia per mancanza di fondi sia per gli eventi storici che afflissero Tortona (come la peste del 1630 e ben due assedi). Tutto questo causò una marcata differenza tra i ricchi interni e la semplicità dei prospetti esterni tutti in mattoni a vista. Nel 1661 venne realizzato il cosiddetto "passetto" che mette in comunicazione il palazzo vescovile con la cattedrale attraverso una galleria che scavalca l'attuale via De Amicis ed uno scalone (un tempo ligneo) addossato alla contro-facciata; nel 1784 l'antico altare maggiore era realizzato in legno mentre l'attuale, in marmo, proviene dalla chiesa di san Tommaso apostolo di Pavia. Ancora nel 1820 la cattedrale risultava incompiuta, mancante della (mai realizzata) cupola sulla navata centrale. Solo nel 1853 vennero ripresi i lavori di completamento, con l'affrescatura delle volte laterali e centrali realizzata dall'artista Paolo Maggi e l'aggiunta degli ornati, mentre l'antico pavimento, costellato di pietre tombali venne sostituito con uno di scuola veneziana.
La facciata, di ispirazione neoclassica, opera dell'architetto Nicolò Bruno, è della seconda metà dell'Ottocento (1880-85). La sua costruzione ha comportato una completa intonacatura della stessa e l'aggiunta di un frontone di stile neoclassico che ospita, in una nicchia, una statua rappresentante il Padre Eterno, e l'innalzamento dei campanili laterali tramite tiburi ottagonali e di cupolette.

## Interni
L'interno della chiesa è ampio e diviso in tre navate, quella centrale è a botte con sottarchi mentre quelle laterali sono caratterizzate da piccole volte a crociera. Gli altari perimetrali sono addossati direttamente alla parete data l'assenza di cappelle laterali. 
La navata sinistra e caratterizzata dalla presenza del battistero in marmo di Polcevera (sec. XVIII), dall'affresco, rappresentante il Battesimo di Gesù, realizzato da Gian Mauro della Rovere detto il Fiammenghino, da una tela di Aurelio Luini raffigurante una Madonna fra San Rocco e San Sebastiano e dall'altare dedicato alla Madonna del buon consiglio di scuola ligure che è il più antico presente nella chiesa ed era in origine dedicato a San Marziano.
La navata destra presenta la particolarità degli altari che appartengono alla cultura antica Genovese in quanto provenienti dalla sconsacrata chiesa genovese dei SS. Giacomo e Filippo e che furono acquistati in sostituzione di quelli preesistenti, dato il loro cattivo stato, nel 1862. Nella seconda campata è presente una tela del già citato Fiamminghino che raffigura la "Caduta di San Paolo". Addossato alla prima campata lo scalone marmoreo che conduce al Palazzo Vescovile e i cui pilastrini provengono dalla settecentesca balaustra del dismesso presbiterio senatorio.
La navata centrale è stata affrescata da Francesco e Giuseppe Ferrari, nel centro,all'interno di quattro medaglioni, sono rappresentati i temi legati al culto della Cattedrale ovvero La Gloria di San Innocenzo,  l'assunzione al cielo di Maria, la gloria di San Lorenzo ed Il martirio di San Marziano. Addossato alla quarta colonna di sinistra vi è il pulpito ligneo risalente a metà dell'Ottocento.
Nella sagrestia capitolare sono presenti opere di Guglielmo Caccia detto il Moncalvo, Camillo Procaccini e Giuseppe Vermiglio.

### Sepolcri e reliquie
Nella navata di sinistra si trovano i sepolcri di Lorenzo Perosi e di suo fratello, il cardinale Carlo Perosi. Conservate in urna posta sotto l'altare maggiore sono anche le reliquie di san Marziano, santo al quale, secondo la tradizione locale, si deve la conversione della città al cristianesimo. In un altare laterale è conservato anche un frammento della Vera Croce: essa dà origine a una delle più sentite feste cittadine, che ha luogo la seconda domenica di maggio (festività di Santa Croce).

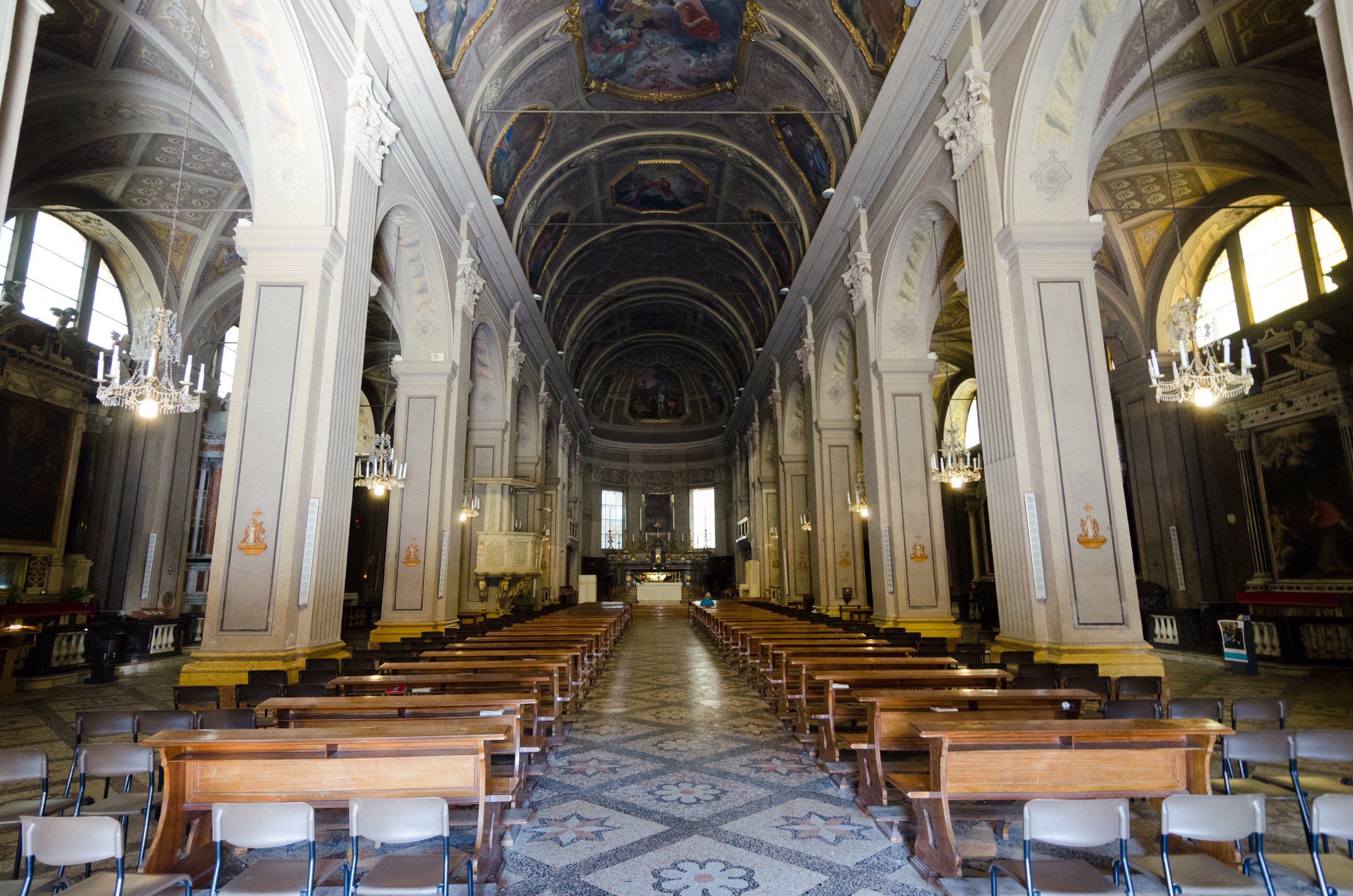
La navata principale della cattedrale di Tortona